# Herrljunga socken
Herrljunga socken i Västergötland ingick i Kullings härad, ombildades 1953 till Herrljunga köping och området ingår sedan 1971 i Herrljunga kommun, från 2016 inom Herrljunga distrikt.
Socknens areal var 16,03 kvadratkilometer varav 15,85 land. År 2000 fanns här 210 invånare.  Tätorten Herrljunga med sockenkyrkan Herrljunga kyrka ligger i socknen.

## Administrativ historik
Socknen har medeltida ursprung. 
Vid kommunreformen 1862 övergick socknens ansvar för de kyrkliga frågorna till Herrljunga församling och för de borgerliga frågorna bildades Herrljunga landskommun. Landskommunen utökades 1952 och ombildades 1953 till Herrljunga köping som 1971 ombildades till Herrljunga kommun. 1964 införlivades Tarsleds församling i församlingen.
1 januari 2016 inrättades distriktet Herrljunga, med samma omfattning som Herrljunga församling hade 1999/2000 och fick 1964, och vari detta sockenområde ingår.
Socknen har tillhört län, fögderier, tingslag och domsagor enligt vad som beskrivs i artikeln Kullings härad. De indelta soldaterna tillhörde Västgöta-Dals regemente, Kullings kompani.

## Geografi
Herrljunga socken ligger norr och öster om Herrljungan kring Nossan. Socknen har odlingsbygd vid ån och är övrigt en småkuperad skogstrakt på de tidigare Svältorna.
I kyrkbyn Herrljunga fanns förr ett gästgiveri.

## Fornlämningar
Sju hällkistor från stenåldern är funna. Från bronsåldern finns gravrösen och stensättningar. Från järnåldern finns gravar, domarringar och en fornborg på Borreberget.

## Befolkningsutveckling
Befolkningen ökade stadigt från 234 år 1810 till 4 060 år 1990.

## Namnet
Namnet skrevs 1293 Heriälungum och kommer från kyrkbyn. Förleden innehåller möjligen har, 'stenig mark, stenröse'. Efterleden kan innehålla ljung eller alternativt lung, 'sand- eller grusmark; sandås, grusås'.